# 伯斯勒姆
伯斯勒姆（英語：Burslem）是英格蘭斯塔福德郡特倫特河畔斯托克市的一個城鎮。據2011年英格蘭人口普查，伯斯勒姆有人口11,314人。
本鎮與漢利（Hanley）、滕斯托爾（Tunstall）、芬頓（Fenton）、朗頓（Longton）和特倫特河上斯托克（Stoke-upon-Trent）為構成特倫特河畔斯托克市的六個城鎮。本鎮通常被稱為特倫特河畔斯托克的「母親城」。 

## 地形
伯斯勒姆位於弗利 （Fowlea） 山谷的東部山脊上，弗利河是特倫特河上游的主要支流之一。伯斯勒姆包括中港（Middleport）、戴爾霍爾（Dalehall）、長港（Longport）、西港（Westport）、特魯肖十字（Trubshaw Cross）和棕丘（Brownhills）等地區。特倫特和默西運河穿過鎮中心的西部和南部。在運河西側，西海岸主線鐵路和 A500 公路平行運行，在伯斯勒姆和鄰鎮萊姆下紐卡斯爾之間形成了明顯的邊界。伯斯勒姆南面是格蘭奇（Grange）公園和節日公園購物中心（前身為特倫特河畔斯托克花園節舉辦場地）。

## 歷史

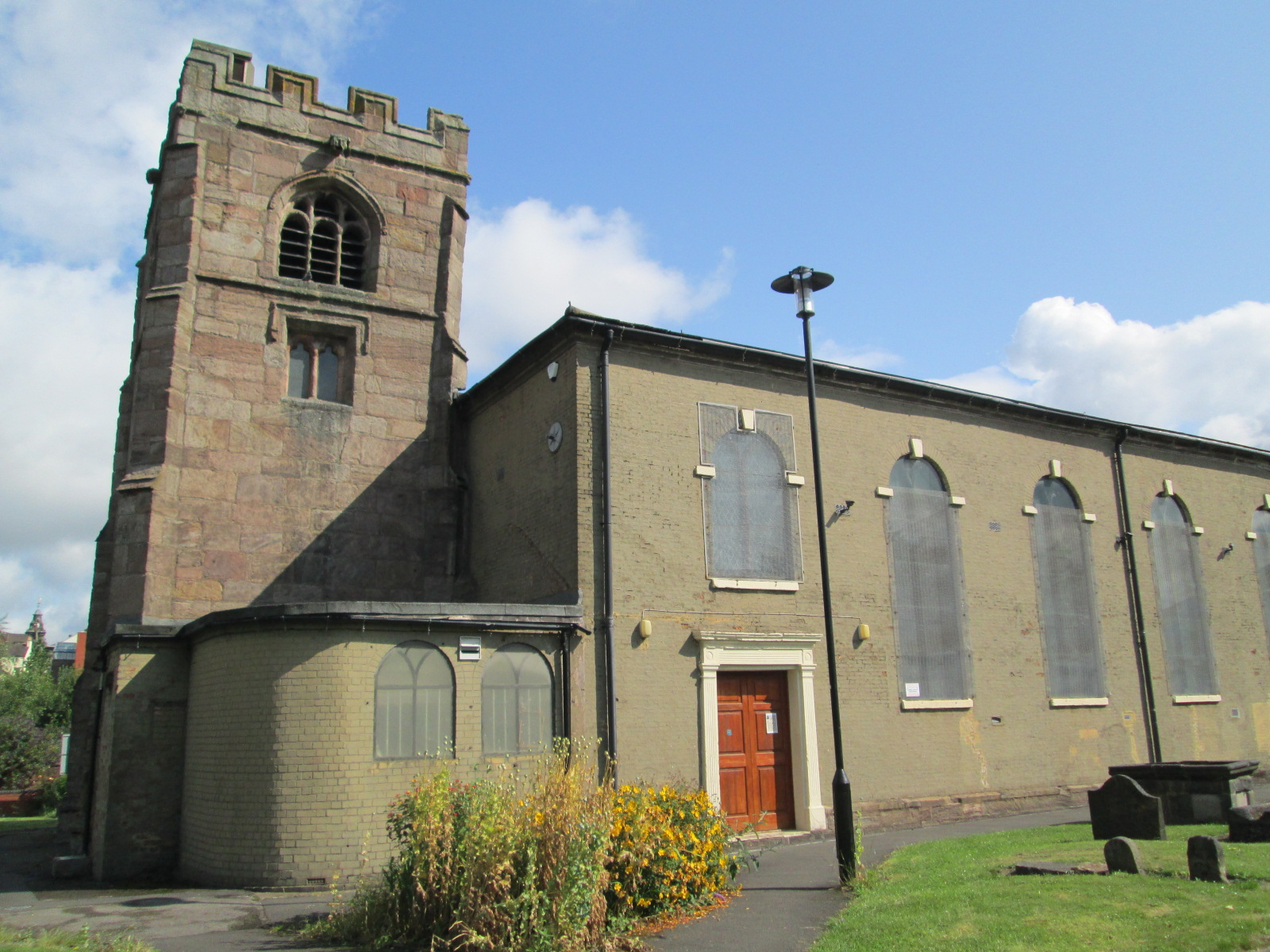
施洗者聖約翰教堂

末日審判書將伯斯勒姆（書中列為 Bacardeslim）描述為一個小型農業村莊，戰略性地位於長港的淺灘上方，位於從峰區和斯塔福德郡沼澤地到利物浦/倫敦公路的主要馬匹運貨道路上。早在 12 世紀末，當地陶器業就已經蓬勃發展，其基礎是當地優質、豐富的粘土。黑死病流行過後，伯斯勒姆以中世紀小鎮的身份出現在記錄中——十字山（Cross Hill）上的施洗者聖約翰教堂，其石塔建於 1536 年，在 18 世紀進行了擴建，至今仍在使用。直到 1760 年代中期，伯斯勒姆與英格蘭其他地區相對隔絕：當地附近沒有可通航的河流，也沒有良好可靠的道路。
到 1777 年，特倫特和默西運河即將完工，道路也有了顯著改善。本鎮在精細陶器生產和運河的支持下蓬勃發展，並被稱為特倫特河畔斯托克市的母城。山頂衛理公會教堂和主日學校於 1836 年在西港路開放。1848年10月9日，原伯斯勒姆火車站（即現長港火車站）啟用，車站屬於北斯塔福德郡鐵路。伯斯勒姆火車站則於1848年12月1日啟用，位置在沼地路上、今日的伯斯勒姆公園旁，屬於製陶廠環線（Potteries Loop Line）的中途站。由於該站比原伯斯勒姆火車站更接近伯斯勒姆鎮中心，所以原伯斯勒姆火車站被改名為長港。
伯斯勒姆藝術學院成立於 1853 年。新市政廳於 1854 年在市場一帶建成，由利明頓的 G. T. Robinson 設計，帶有精緻的巴洛克建築風格。 1906 年，聯合歸正教會在鎮上的沼地路開業，最初命名為伍德爾紀念公理會教堂，以紀念威廉·伍德爾（William Woodall）議員。
1910 年，該鎮與其餘五鎮組成聯盟，併入特倫特河畔斯托克縣自治市鎮，該自治市鎮於 1925 年獲得城市地位。新市政廳於 1911 年在瑋緻活廣場（Wedgwood Place）建成，採用新古典主義風格。
阿諾德·貝內特的許多小說都讓人想起維多利亞時代的伯斯勒姆（當時鎮內有許多陶器廠、礦山和運轉中的運河駁船）。1962年當地設立了他的紀念牌匾和塑像。他於1923至1930年曾於鎮內加多近廣場（Cadogan Square）的一處房子居住，現時該故居已設立了藍色牌匾。 
1964年3月2日，伯斯勒姆火車站隨著製陶廠環線關閉而結束營運。車站、沿線的路軌及鐵路設施均已被拆除，原址現時為步道和單車道。
戲劇作家和藝術家阿瑟·貝里（Arthur Berry）的繪畫和戲劇亦有不少以 1930 年代至 80 年代的伯斯勒姆為背景。
伯斯勒姆擁有英國最後一個真正的就業居住區（即人們居住在一個工業區的步行距離內，本鎮部分住宅設於鎮內的陶器廠旁）因此大部分 19 世紀的工業遺產、建築和特色都完好無損地保存下來。
2019年，伯斯勒姆的最後一間銀行結束營業，使鎮內再沒有可供免費使用的自動櫃員機。本鎮成為英國第一個沒有免費自動櫃員機的大型城鎮。

## 人口比例
伯斯勒姆於地方選舉中被分割成兩個選區：伯斯勒姆中央及伯斯勒姆公園。
2011年伯斯勒姆中央區的人口比例為：
| 英國籍或其他籍白人                      | 83.5% |
| 英國籍或其他籍亞洲人                    | 9.0%  |
| 混合 / 多重種族                         | 2.7%  |
| 黑人 / 英國籍黑人 / 非洲人 / 加勒比裔人 | 2.3%  |
| 其他種族                                | 1.0%  |

2011年伯斯勒姆公園區的人口比例為：
| 英國籍或其他籍白人                      | 90.3% |
| 英國籍或其他籍亞洲人                    | 5.50% |
| 混合 / 多重種族                         | 1.92% |
| 黑人 / 英國籍黑人 / 非洲人 / 加勒比裔人 | 1.38% |
| 其他種族                                | 0.8%  |

## 教育
在伯斯勒姆六英里範圍內有三間大學：史丹福郡大學（斯托克校區）、基爾大學和曼徹斯特都會大學藝術及設計校區（位於奧薩格）。

## 交通

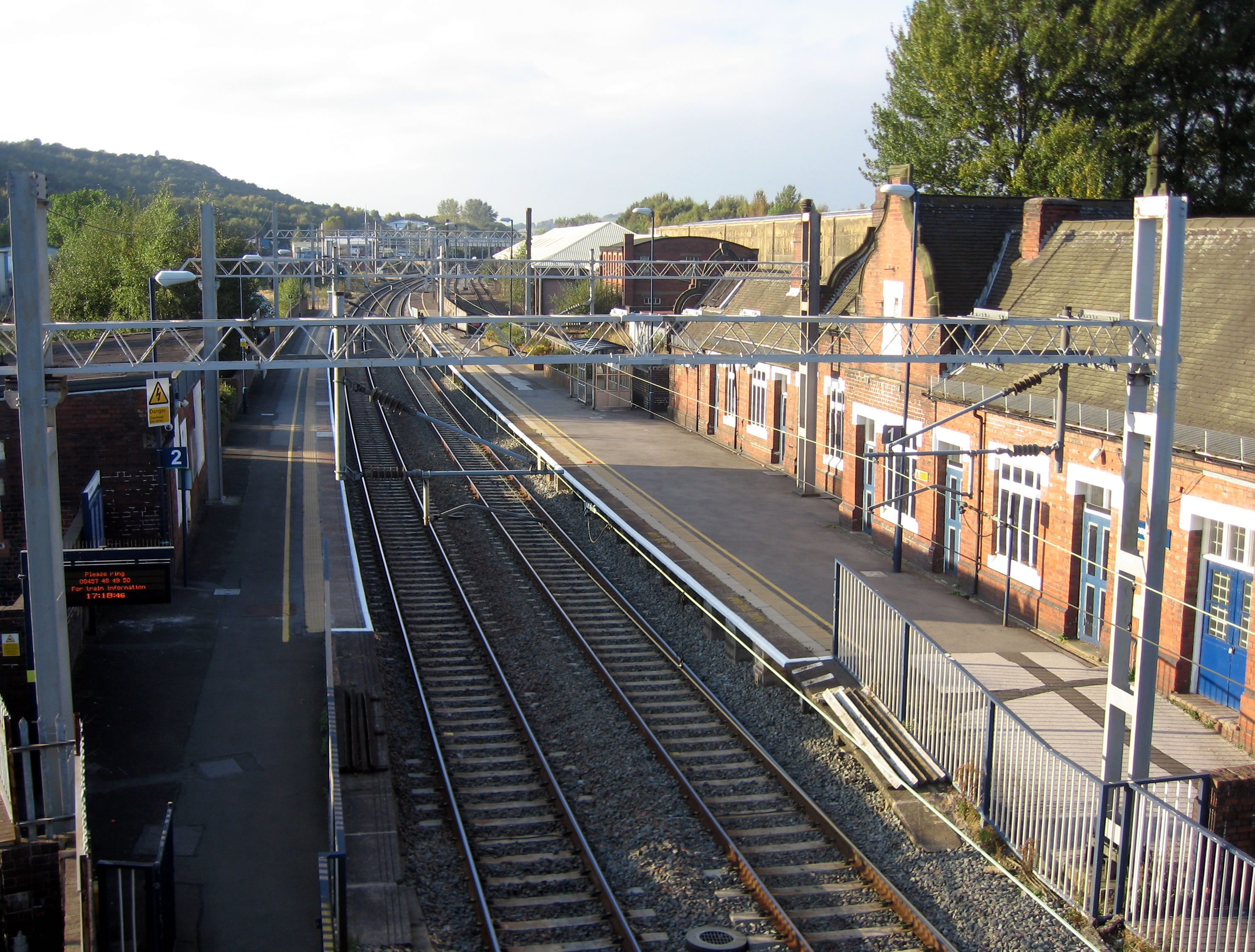
長港火車站

鄰近的A500公路可通往M6高速公路。長港火車站則提供向東至斯托克、德比和諾丁漢，以及向北至克魯及曼徹斯特的列車服務。
伯斯勒姆火車站則於1964年已隨著製陶廠環線關閉而結束營運。車站、沿線的路軌及鐵路設施均已被拆除，原址現時為步道和單車道。
最接近伯斯勒姆的兩個國際機場為曼徹斯特機場和伯明翰機場。由兩者乘搭火車前往長港站均需時約1.5小時。

## 名人
- 約書亞·威治伍德（1730年7月12日－1795年1月3日）：陶藝家
- 萊米（1945年12月24日－2015年12月28日）：搖滾／重金屬歌手、貝斯手、詞曲作家、音樂製作人與演員
- 羅比·威廉斯（1974年2月13日－）：歌手、詞曲作家、音樂家及唱片製作人

## 當地相片

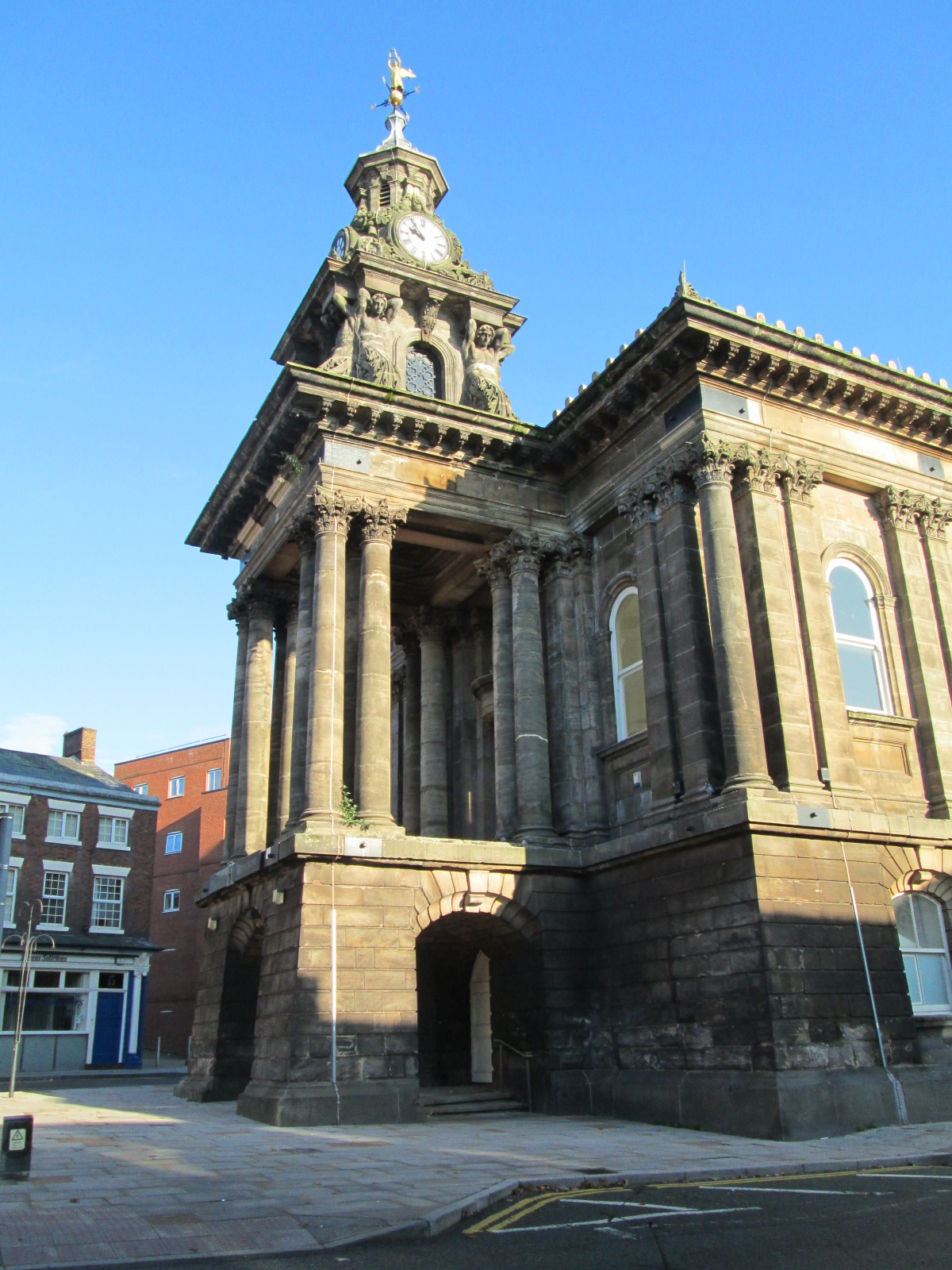
伯斯勒姆舊市政廳，建於1854年
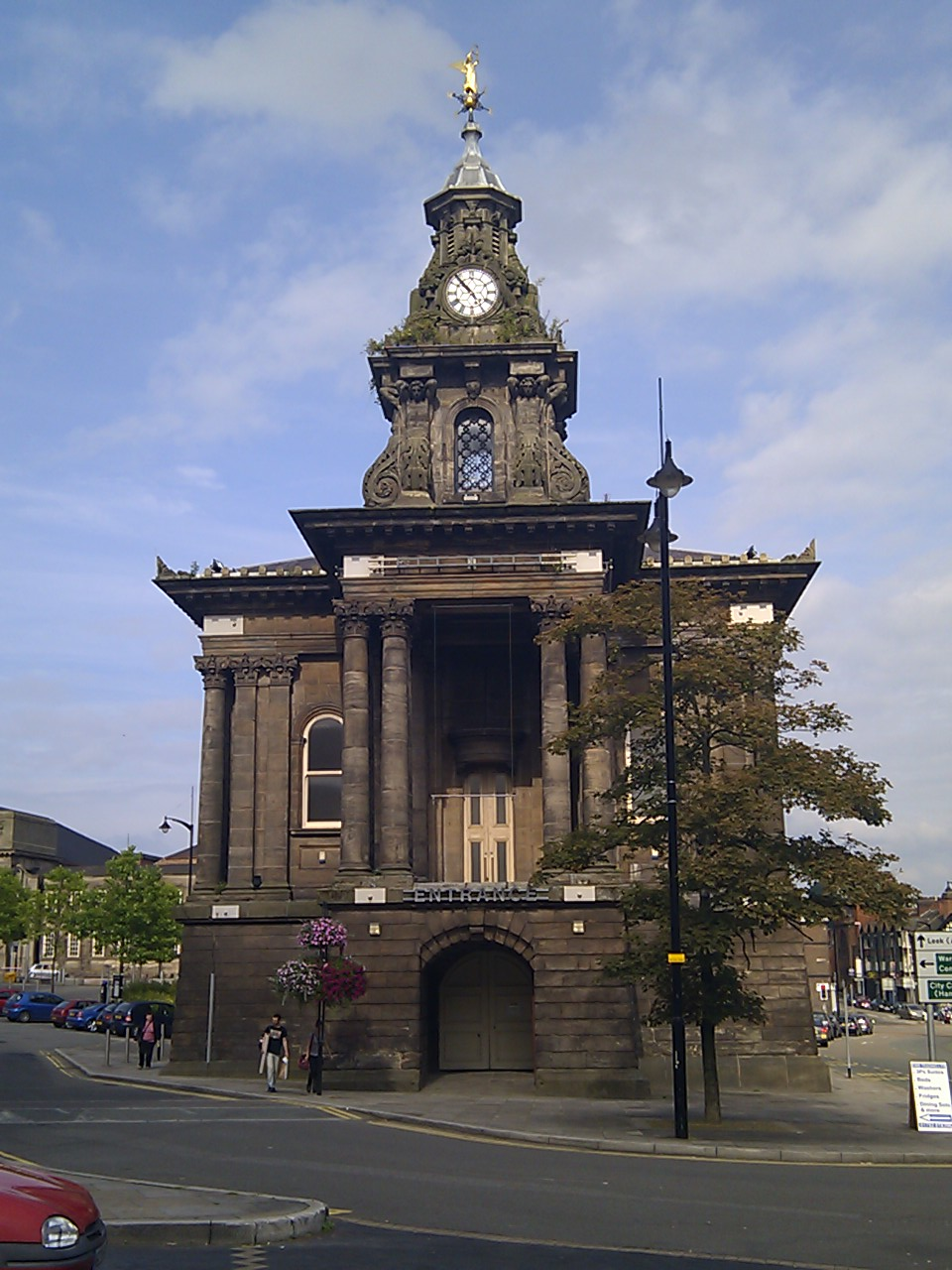
舊市政廳正面
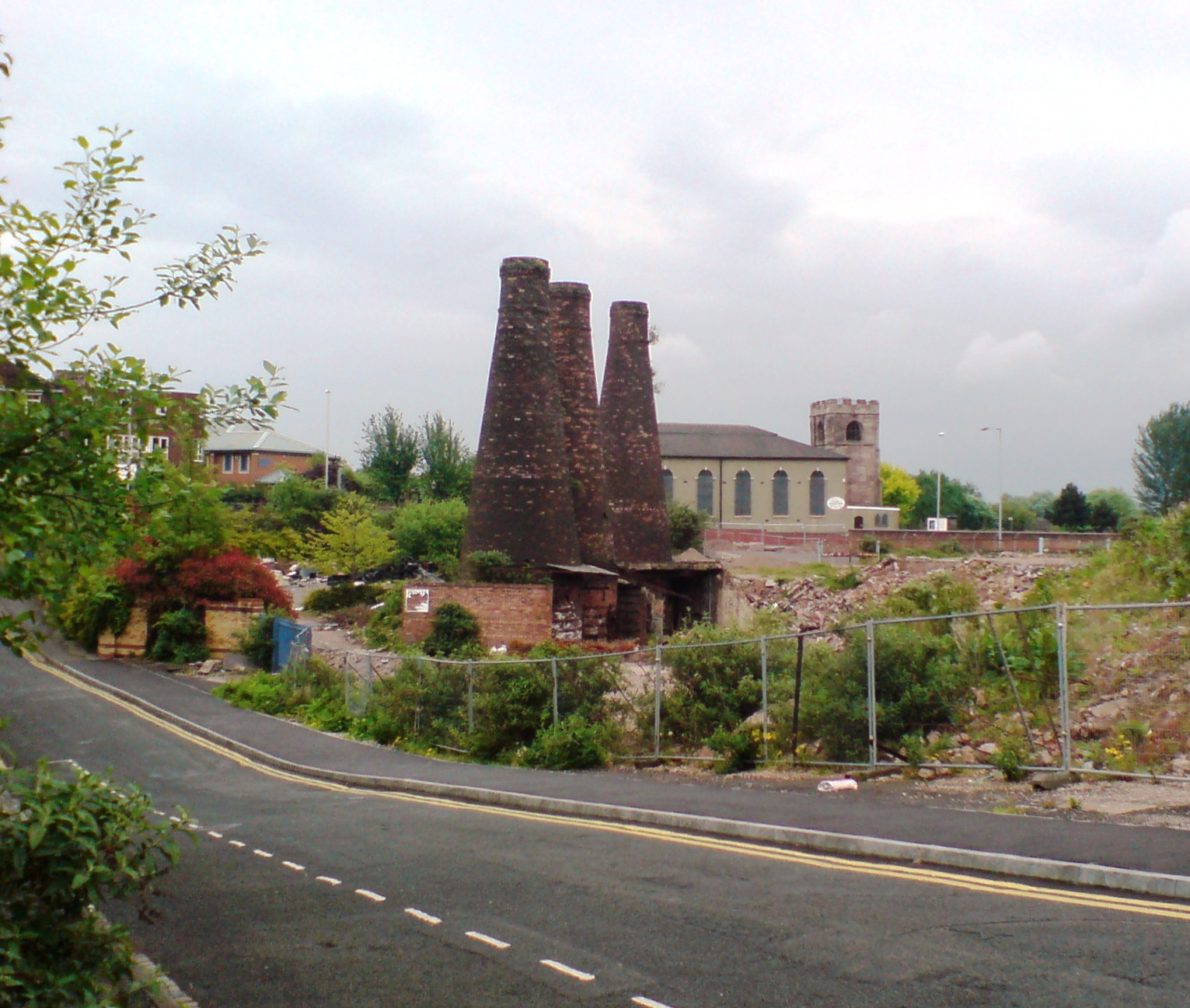
鎮內、不再使用的樽形窰（攝於2008年5月）
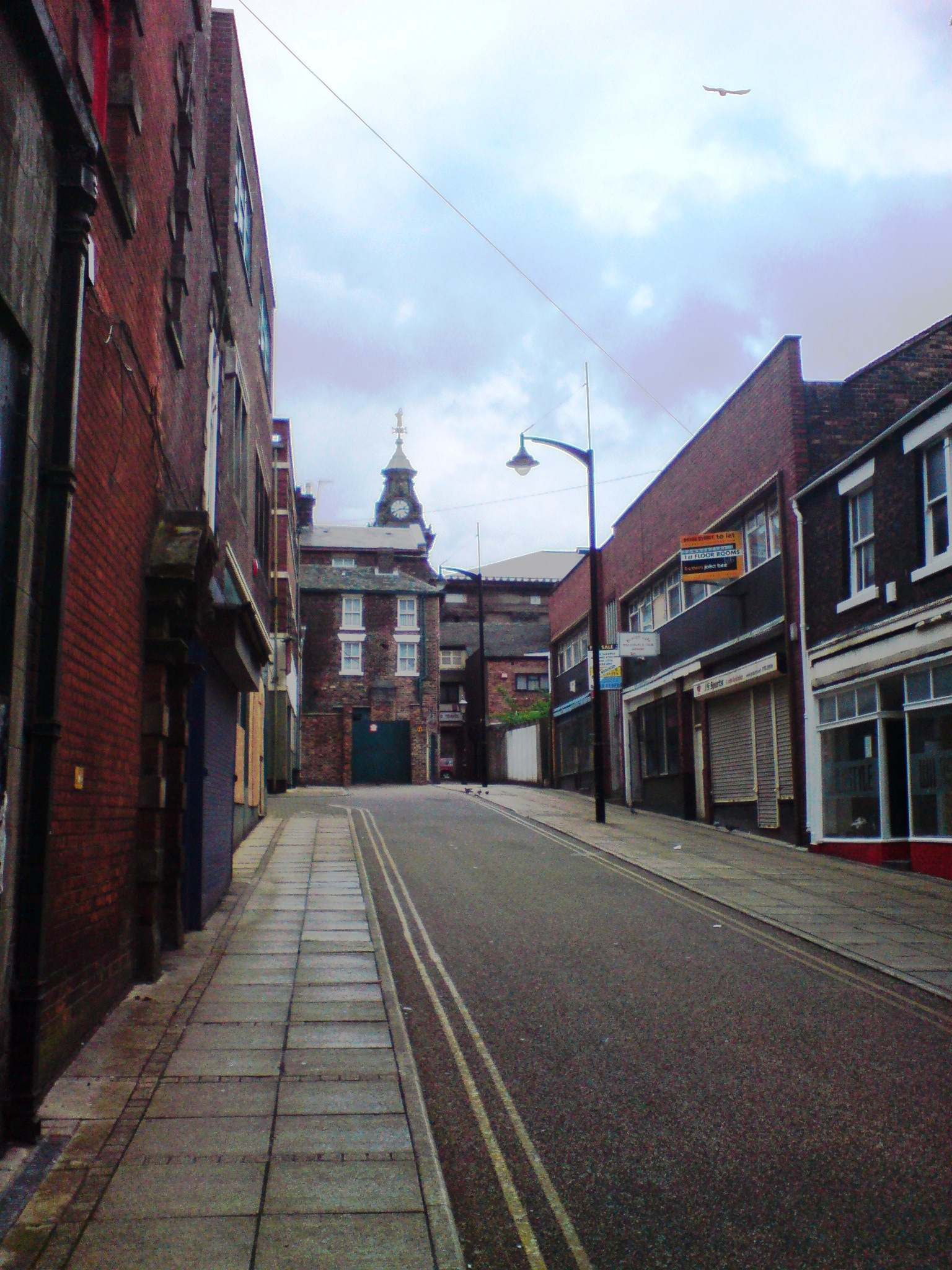
當地街道，背景為伯斯勒姆舊市政廳的鐘樓
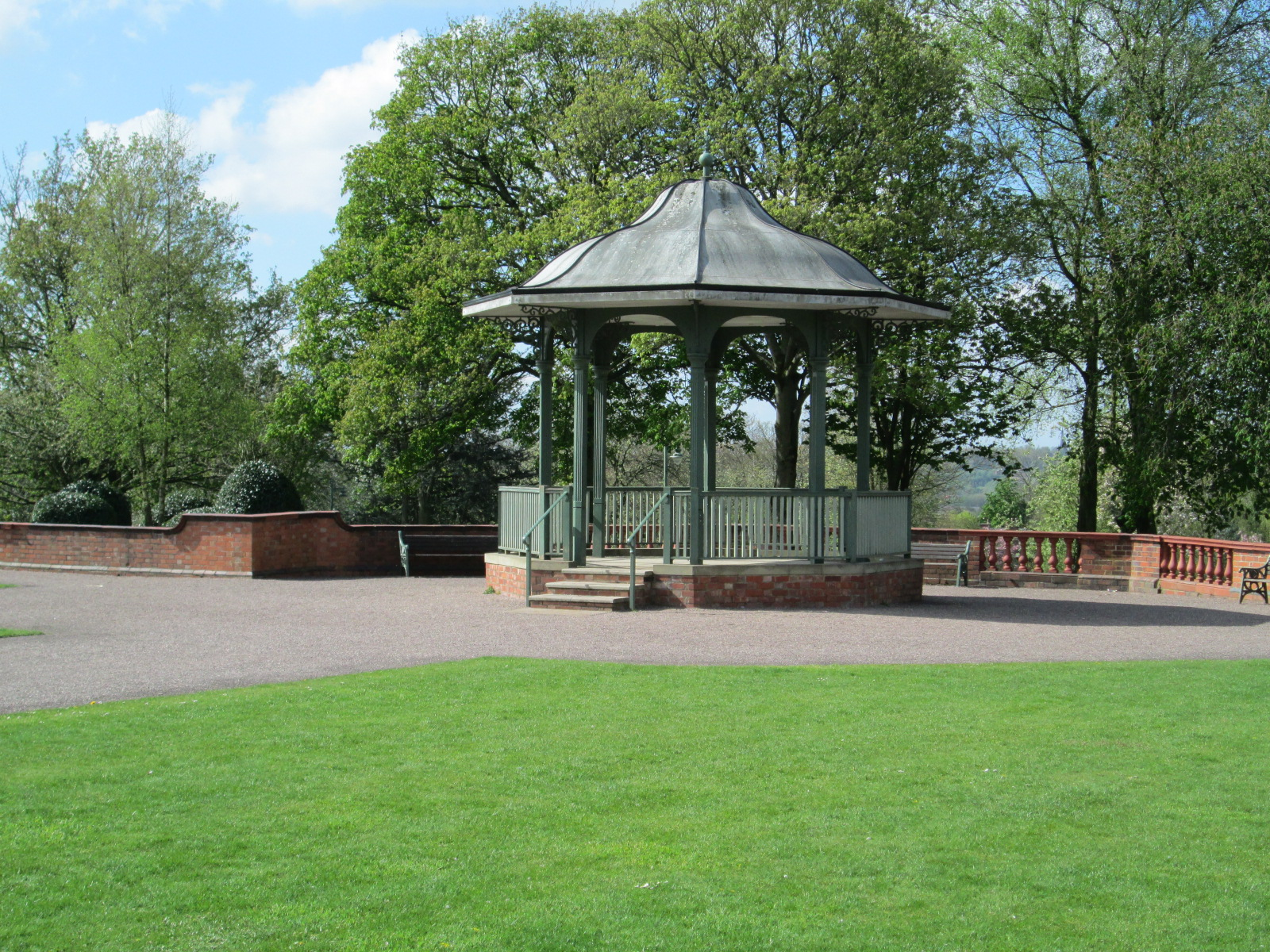
伯斯勒姆公園